# Młot kafarowy
Młot kafarowy (baba kafara) – urządzenie stanowiące wyposażenie kafarów (ruchoma część kafara) lub pracujące niezależnie, zawieszone na osprzęcie dźwigowym, stosowane w procesach palowania do wibijania rur obsadowych lub pali przy wykorzystaniu energii kinetycznej swobodnego spadku lub energii ciśnienia gazów lub cieczy.
Podział:
- młoty wciągarkowe
- młoty parowo-powietrzne
- młoty hydrauliczne
- młoty spalinowe
- wibromłoty